# Mombuey
Mombuey település Spanyolországban,  Zamora tartományban. Mombuey Rionegro del Puente, Villardeciervos, Manzanal de Arriba, Cernadilla és Manzanal de los Infantes községekkel határos. Lakosainak száma 386 fő (2024).

## Népesség
A település népessége az utóbbi években az alábbiak szerint változott:
| Lakosok száma | 487  | 434  | 420  | 444  | 433  | 437  | 396  | 407  | 403  | 386  |
|               | 2001 | 2004 | 2007 | 2009 | 2012 | 2014 | 2017 | 2019 | 2022 | 2024 |